# I Stand Alone (canção)
"I Stand Alone" é o segundo single de Godsmack do terceiro álbum da banda, Faceless. Ele alcançou o primeiro lugar na categoria Mainstream Rock e o vigésimo lugar na categoria Rock Moderno da Billboard.
O single adquiriu uma certificação de ouro por mais de meio milhão de cópias vendidas nos Estados Unidos da América, elevando o número de vendas do álbum Faceless para 1,5 milhões de cópias e impulsionando Godsmack à popularidade mundial. A música foi usada no jogo eletrônico Prince of Persia: Warrior Within, tendo sido usada para ambos o trailer e trilha sonora do jogo.

## Chart positions
Single - Billboard (América do Norte)
| Ano  | Parada                 | Posição |
| ---- | ---------------------- | ------- |
| 2002 | Mainstream Rock Tracks | 1       |
| 2002 | Modern Rock Tracks     | 20      |
| 2002 | Billboard Hot 100      | 103     |

### Certificações
| País          | Vendas   | Data da certificação | Certificação |
| ------------- | -------- | -------------------- | ------------ |
| United States | 500.000+ | 1 de junho, 2006     | Ouro         |